# Хроніка литовська і жемайтська
Хроніка литовська і жемайтська (біл. Кройніка литовська та Жмойтська) — білорусько-литовський літопис, створений в XVII столітті, як частина «Великої хроніки». Написана старобілоруською мовою. Рукопис оповідає про історичні та видумані події на теренах майбутньої Литви від часів римського імператора Нерона і до 1587 року.
Український дослідник Микола Жарких у своїй праці «Дві традиції літописання Великого князівства Литовського» коротко аналізує «Хроніку» і вказує на її серйозні проблеми з хронологією та наявність «фактів», які точно не мали місце в історії — на цій підставі він не розглядає «Хроніку» як історичне джерело.

## Історія знахідки
Перший примірник рукопису був виявлений Віктором Бугановим у Відділі рукописних книг Державного архіву Тюменської області, у зв'язку з чим цей список отримав назву Тобольського. Аналогічним Тобольському є Ленінградський список, виявлений Миколою Улащиком у Відділі рукописів Державної Публічної бібліотеки імені М. Е. Салтикова-Щедріна в Ленінграді. Відомі ще два списки твору: Красноярський, що зберігається у Відділі рукописів Державної публічної бібліотеки імені M. E. Салтикова-Щедріна в Ленінграді і являє собою копію Тобольсокого, і Краківський, виявлений в 1970 році Ярославом Миколайовичем Щаповим у Відділі рукописів бібліотеки Польської академії наук у Кракові.

## Короткий опис
У змісті простежується дуже сильний вплив Хроніки Биховця і особливо «Хроніки польської, литовської, жемайтської і всієї Русі» Мацея Стрийковського — основного джерела для створення хроніки. Окрім Стрийковського, автор рукопису при написанні історії Великого князівства Литовського використовував «Європейську Сарматію» Алессандро Ґваньїні, народні перекази та окремі документи — такий документ використаний при описі сватання та одруження великого князя литовського Олександра Ягеллончика на московській кнізівні Олені. У рукопис чисто механічно вставлено «Сказання про Мамаєве побоїще», без жодної спроби пов'язати її з попередніми та наступними розділами.
Твір починається з міфу про втечу з Риму до Литви п'ятиста сімей знатних римлян на чолі з легендарним князем Палемоном у часи імператора Нерона і закінчується обранням на престол Речі Посполитої Сигізмунда III Вази у 1587.
Незважаючи на те, що за рукописом закріпилася назва «Хроніка», він, по-суті, є літописом, оскільки записи в ньому ведуться за роками і кожна з них починається зі слів «Року».
Документ створено, ймовірно, на півдні сучасної Білорусі (можливо, у Слуцьку) особою, близькою до роду Радзивіллів, бо приділяє їм багато уваги і прославляє їх рід.

## Легендарні події хроніки

### Битва в Кайдановому (1272)
Баталія, начебто, відбулася між ханом заволзьких татар Балаклаєм і онуком Радивіла — князем Скирмонтом Мікґайловичем у 1272 році в Кайдановому (нині Дзержинськ Мінської області), результатом якої стала важка поразка татар, а хан Балаклай загинув.
| «Року 1272. Балаклай, великий царь татар заволских, которые были в той час найможнейшими межи иншими татарами", опять послал послов с требованием дани, в чем ему было отказано. Более того, татарским послам и их слугам были отрезаны губы, носы и уши и отосланы Балаклаю со словами, что такая участь ждет и его самого, если он не прекратит требовать дани. Тогда с великою силою татар хан Балаклай пришел на землю белорусскую, но князь Скиримонт Микгайлович, внук славного Радивила, встретил его во главе своих булорусских полков на границе в Кайданове и поразил наголову. В этом же бою погиб и Балаклай. После этой победы князь Скиримонт перешел Днепр и освободил Мозырь, Стародуб, Карачев, Чернигов, Туров.» [3] |

### Битва над Окунівкою (1276)
Міфічна битва, яка, начебто, відбулася в закруті річок Дніпра та Прип'яті, над річкою Окунівкою біля Мозиря між об'єднаною коаліцією русько-литовських князів та монголо-татарською ордою. Згідно хроніки, переміг русько-литовський альянс.

## Зауваження
1. ↑  У «Хроніці» коронація Сігізмунда III датована неправильно — під 1588 роком